# 西彼杵半島

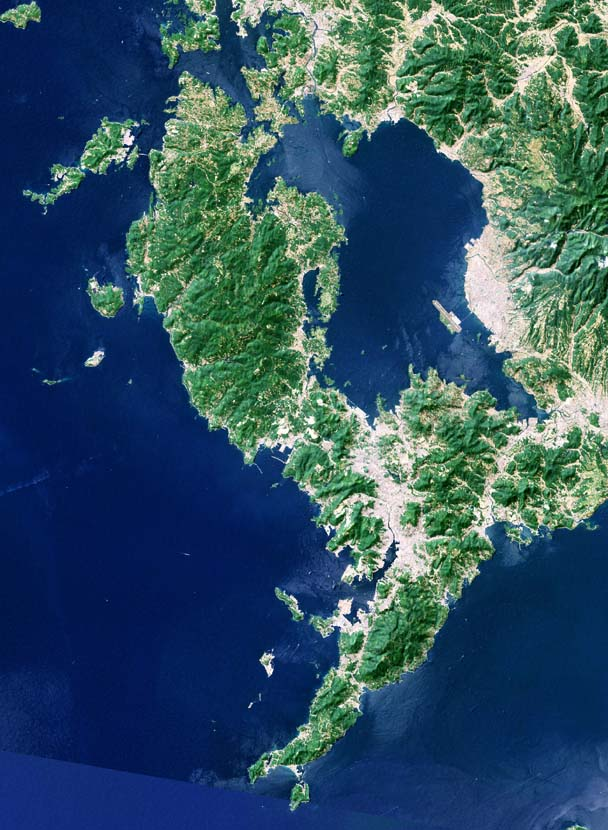
西彼杵半島（左中）

西彼杵半島（日语：／ Nishi-Sonogi hantō */?）為日本九州西北部的半島之一，將東邊的大村灣與東海阻隔開來。東南方與長崎半島連接。

## 行政地域
半島全部為長崎縣管轄。
- 長崎縣
  - 長崎市北部
  - 西彼杵郡
    - 長與町 - 時津町

  - 西海市
  - 諫早市西部